# Bagneux (Indre)
 Bagneux  es una población y comuna francesa, en la región de  Centro, departamento de Indre, en el distrito de Issoudun y cantón de Saint-Christophe-en-Bazelle.

## Demografía
| 324 | 287 | 242 | 193 | 169 | 174 |
| Para los censos de 1962 a 1999 la población legal corresponde a la población sin duplicidades (Fuente: INSEE [Consultar]) |     |     |     |     |     |